# Mary Teresa Norton

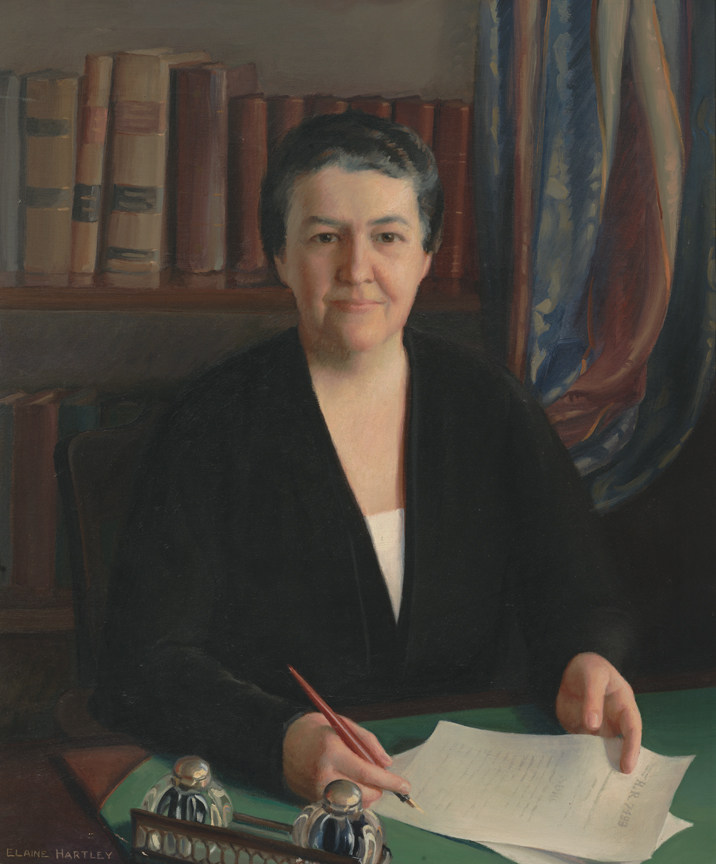
Mary Teresa Norton

Mary Teresa Norton (* 7. März 1875 in Jersey City, New Jersey; † 2. August 1959 in Greenwich, Connecticut) war eine US-amerikanische Politikerin. Zwischen 1925 und 1951 vertrat sie als erste Frau den Bundesstaat New Jersey im US-Repräsentantenhaus.

## Werdegang
Mary Teresa Hopkins, so ihr Geburtsname, besuchte die öffentlichen Schulen ihrer Heimat einschließlich der Jersey City High School. Danach war sie bis 1896 am Packard Business College in New York City. Von 1916 bis 1927 fungierte sie als Präsidentin der Queen’s Daughters’ Day Nursery Association of Jersey City, einer Vereinigung der Mitarbeiterinnen in den städtischen Kindergärten. Gleichzeitig begann sie als Mitglied der Demokraten eine politische Laufbahn. Im Jahr 1920 vertrat sie das Hudson County im Staatsvorstand ihrer Partei. Von 1921 bis 1931 war sie stellvertretende Parteivorsitzende in New Jersey. Danach führte sie zwischen 1932 und 1935 sowie nochmals von 1940 bis 1944 den Vorsitz. 1922 wurde Norton in den Kreisrat des Hudson County gewählt. Zwischen 1924 und 1948 nahm sie an allen Democratic National Conventions teil. Im Jahr 1945 war sie Delegierte auf einer internationalen Arbeiterkonferenz in Paris.
Bei den Kongresswahlen des Jahres 1924 wurde Mary Norton als erste Frau aus New Jersey im elften Wahlbezirk des Staates in das US-Repräsentantenhaus in Washington, D.C. gewählt, wo sie am 4. März 1925 die Nachfolge von Charles F. X. O’Brien antrat. Nach zwölf Wiederwahlen konnte sie bis zum 3. Januar 1951 insgesamt 13 Legislaturperioden im Kongress absolvieren. Seit 1933 vertrat sie dort den damals neugeschaffenen 13. Distrikt ihres Staates. Von 1931 bis 1939 war sie Vorsitzende des Ausschusses zur Verwaltung des Bundesbezirks District of Columbia. Von 1937 bis 1947 leitete sie das Committee on Labor; von 1941 bis 1943 war sie Vorsitzende des Committee on Memorials. Während ihrer letzten Legislaturperiode zwischen 1949 und 1951 saß Norton dem Committee on House Administration vor. Während ihrer Zeit im Kongress wurden dort in den 1930er Jahren die New-Deal-Gesetze der Bundesregierung unter Präsident Franklin D. Roosevelt verabschiedet. Seit 1941 war auch die Arbeit des Kongresses von den Ereignissen des Zweiten Weltkrieges und dessen Folgen geprägt. 1933 wurden der 20. und der 21. Verfassungszusatz ratifiziert.
1950 verzichtete Mary Norton auf eine weitere Kandidatur. In den Jahren 1951 und 1952 war sie Beraterin des Arbeitsministeriums für Frauenfragen. Mary Norton starb am 2. August 1959 in Greenwich und wurde auf dem Holy Name Cemetery in Jersey City beigesetzt.